# Cai Yalin
Cai Yalin (蔡亚林S, Cài YàlínP; 3 settembre 1977) è un tiratore a segno cinese.

## Palmarès

### Olimpiadi
- 1 medaglia:
  - 1 oro (Sydney 2000 nella carabina 10 metri aria compressa)